# ヨゾラノ流星群
『ヨゾラノ流星群』（ヨゾラノりゅうせいぐん） は、神聖かまってちゃんの楽曲。2024年6月26日に各種音楽配信サービスにてリリースされた。

## 概要
前作「グロい花 feat. 戸川純」より約7か月ぶりの楽曲リリースで、サポートメンバーとして活動してきたユウノスケの正式加入以降初の新曲となる。
リリースの数年前からライブで度々披露されており、デモ音源や昨年1月に行われたライブの段階では元々は『グッドナイト流星群』というタイトルであった。
本作のジャケットアートワークはギターボーカルのの子が手掛けている。
2024年6月26日21時にはYouTubeにてカビあまちゃんが出演したミュージックビデオが公開されている。

## 収録内容
| #         | タイトル           | 作詞      | 作曲      | 編曲               | 時間 |
| --------- | ------------------ | --------- | --------- | ------------------ | ---- |
| 1.        | 「ヨゾラノ流星群」 | の子      | の子      | 神聖かまってちゃん | 4:05 |
| 合計時間: | 合計時間:          | 合計時間: | 合計時間: | 合計時間:          | 4:05 |

## 参加クレジット
神聖かまってちゃん
の子
mono
みさこ
ユウノスケ
柴由佳子 (チーナ)
Recording Engineer：金井 亮（Victor Studio）
Mixing Engineer：近藤 圭司（SIGN SOUND）
Mixing at：中野坂下スタジオ